# Dryadaula zygodes
Dryadaula zygodes är en fjärilsart som beskrevs av Edward Meyrick 1918. Dryadaula zygodes ingår i släktet Dryadaula och familjen äkta malar. Inga underarter finns listade i Catalogue of Life.